# Amador County
Das Amador County ist ein County im US-Bundesstaat Kalifornien. Der Verwaltungssitz (County Seat) ist Jackson. Das County liegt in der Sierra Nevada und ist auch bekannt für seinen Weinanbau (→ siehe die geschützten Herkunftsbezeichnungen California Shenandoah Valley AVA, Fiddletown AVA, Sierra Foothills AVA).

## Geschichte
Das County wurde 1854 aus Teilen des Calaveras County und des El Dorado County gebildet. José Maria Amador gab ihm den Namen.
19 Bauwerke und Stätten des Countys sind im National Register of Historic Places eingetragen.

## Demografische Daten

Alterspyramide des Amador Countys (Stand: 2000)

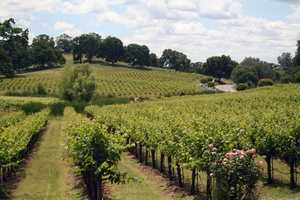
Weinbaugebiet

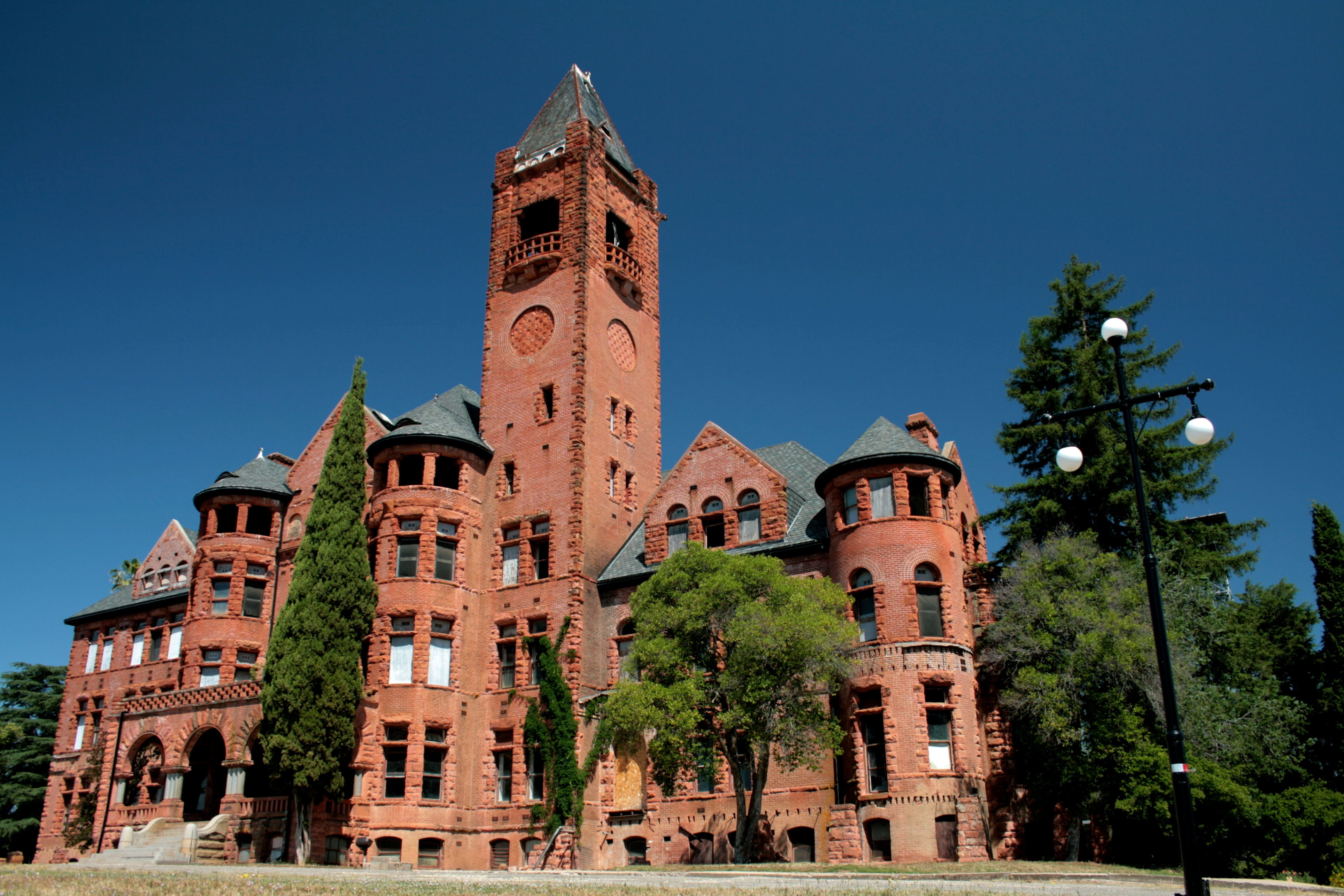
Das Preston Castle, gelistet im NRHP Nr. 75000422

Nach der Volkszählung im Jahr 2000 lebten im Amador County 35.100 Menschen. Es gab 12.759 Haushalte und 9071 Familien. Die Bevölkerungsdichte betrug 23 Einwohner pro Quadratkilometer. Ethnisch betrachtet setzte sich die Bevölkerung zusammen aus 85,79 % Weißen, 3,87 % Afroamerikanern, 1,78 % amerikanischen Ureinwohnern, 1,00 % Asiaten, 0,10 % Bewohnern aus dem pazifischen Inselraum und 5,04 % aus anderen ethnischen Gruppen; 2,41 % stammten von zwei oder mehr ethnischen Gruppen ab. 8,91 % der Bevölkerung waren spanischer oder lateinamerikanischer Abstammung.
Von den 12.759 Haushalten hatten 26,20 % Kinder und Jugendliche unter 18 Jahre, die bei ihnen lebten. 58,90 % waren verheiratete, zusammenlebende Paare, 8,70 % waren allein erziehende Mütter. 28,90 % waren keine Familien. 23,90 % waren Singlehaushalte und in 11,30 % lebten Menschen im Alter von 65 Jahren oder darüber. Die Durchschnittshaushaltsgröße betrug 2,39 und die durchschnittliche Familiengröße lag bei 2,81 Personen.
Auf das gesamte County bezogen setzte sich die Bevölkerung zusammen aus 20,60 % Einwohnern unter 18 Jahren, 6,90 % zwischen 18 und 24 Jahren, 26,20 % zwischen 25 und 44 Jahren, 28,30 % zwischen 45 und 64 Jahren und 18,00 % waren 65 Jahre alt oder darüber. Das Durchschnittsalter betrug 43 Jahre. Auf 100 weibliche Personen kamen 122,50 männliche Personen, auf 100 Frauen im Alter ab 18 Jahren kamen statistisch 123,40 Männer.
Das jährliche Durchschnittseinkommen eines Haushalts betrug 42.280 USD, das Durchschnittseinkommen der Familien betrug 51.226 USD. Männer hatten ein Durchschnittseinkommen von 39.697 USD, Frauen 28.850 USD. Das Prokopfeinkommen betrug 22.412 USD. 9,20 % Prozent der Bevölkerung und 6,10 % der Familien lebten unterhalb der Armutsgrenze. 13,10 % davon waren unter 18 Jahre und 5,40 % waren 65 Jahre oder älter.

## Orte im County

### Citys
- Amador City
- Ione
- Jackson (County Seat)
- Plymouth
- Sutter Creek

### Census-designated places
| - Amador Pines - Buckhorn - Buena Vista - Camanche North Shore - Camanche Village - Drytown - Fiddletown - Kirkwood‡ | - Lockwood - Martell - Pine Grove - Pioneer - Red Corral - River Pines - Volcano |

‡ Dieser Ort liegt teilweise in einem benachbarten County